# Bladvingergekko's
Bladvingergekko's (Phyllodactylus) zijn een geslacht van hagedissen die behoren tot de gekko's (Gekkota) en de familie Phyllodactylidae.

## Naamgeving en taxonomie
De wetenschappelijke naam van de groep werd voor het eerst voorgesteld door John Edward Gray in 1828. De wetenschappelijke geslachtsnaam phyllo-dactylus betekent letterlijk vertaald 'blad-vinger'; φύλλον (phullon) = blad en δάκτυλος (daktulos) = vinger.
Er worden tegenwoordig 65 verschillende soorten erkend maar het soortenaantal verandert regelmatig. Zo worden er geregeld nieuwe soorten ontdekt, zoals de soorten Phyllodactylus paralepis en Phyllodactylus leoni die in 2013 voor het eerst wetenschappelijk werden beschreven. De soort Phyllodactylus cleofasensis is pas sinds 2021 bekend en in veel literatuur worden dergelijke soorten nog niet vermeld.
Daarnaast wordt een aantal voormalige soorten niet meer als zodanig erkend, een voorbeeld is de voormalige soort Phyllodactylus angelensis die tegenwoordig als variatie van de soort Phyllodactylus xanti wordt gezien. Ook komt het voor dat ondersoorten op basis van nieuwe inzichten als een aparte soort worden beschouwd. Een voorbeeld hiervan is de soort Phyllodactylus duncanensis, die lange tijd als ondersoort van Phyllodactylus galapagensis werd gezien (Phyllodactylus galapagensis duncanensis).
Ook de bladvingergekko uit Afrika en de Europese bladvingergekko behoorden lange tijd tot deze groep. Dit wordt tegenwoordig beschouwd als verouderd en de soorten zijn in de geslachten Afrogecko respectievelijk Euleptes geplaatst.

## Uiterlijke kenmerken
De verschillende soorten zijn middelgroot tot klein en bereiken een totale lichaamslengte inclusief staart tot ongeveer 21 centimeter. De lichaamskleur is vaak lichtbruin met donkerbruine vlekken op het lichaam en de kop. De staart is vaak gebandeerd. De staart laat makkelijk los bij bedreiging (caudale autotomie) en groet later weer aan. De staartkleur is dan wel egaal van kleur en is kleiner.
Bladvingergekko's hebben bladvormige, verbrede vingers en tenen die aan de onderzijde net als andere gekko's hechtlamellen dragen. Bij de bladstaartgekko's zijn deze in tweeën gesplitst en staan wat zijwaarts gericht zodat het hechtoppervlak wordt vergroot. Tussen de twee delen is een klauwtje aanwezig dat niet kan worden ingetrokken.

## Verspreiding en habitat
Alle soorten komen voor in delen van Midden-Amerika en noordelijk Zuid-Amerika en leven in de landen Barbados, Belize, verschillende Benedenwindse Eilanden, Chili, Colombia, Costa Rica, Dominicaanse Republiek, Ecuador (inclusief de Galapagoseilanden), El Salvador, Guatemala, Haïti, Honduras, Mexico, Nicaragua, Peru en Venezuela. Acht soorten zijn endemisch op de Galapagoseilanden.
De habitat bestaat uit droge tropische en subtropische scrublands, droge tropische en subtropische bossen, rotsige omgevingen, zowel koude als hete woestijnen, gematigde scrublands, mediterrane scrublands en vochtige tropische en subtropische laaglandbossen. Ook in door de mens aangepaste streken zoals landelijke tuinen en stedelijke gebieden kunnen de hagedissen worden gevonden. De hoogteverspreiding kan sterk verschillen, ook binnen een enkele soort. Van de soort Phyllodactylus magister zijn waarnemingen bekend van ongeveer 420 boven zeeniveau tot 1250 meter boven zeeniveau.

## Beschermingsstatus
Door de internationale natuurbeschermingsorganisatie IUCN is aan 47 soorten een beschermingsstatus toegewezen. Van de hagedissen worden er 25 beschouwd als 'veilig' (Least Concern of LC), vijf als 'onzeker' (Data Deficient of DD), drie als 'kwetsbaar' (Vulnerable of VU) en zes als 'gevoelig' (Near Threatened of NT). Vijf soorten worden gezien als 'bedreigd' (Endangered of EN) en drie soorten ten slotte staan te boek als 'ernstig bedreigd' (Critically Endangered of CR).

## Soortenlijst
| Soorten uit het geslacht Phyllodactylus | Soorten uit het geslacht Phyllodactylus                                               | Soorten uit het geslacht Phyllodactylus                                                    |
| --------------------------------------- | ------------------------------------------------------------------------------------- | ------------------------------------------------------------------------------------------ |
| Naam                                    | Auteur                                                                                | Verspreidingsgebied                                                                        |
| Phyllodactylus andysabini               | Arteaga, Bustamante, Vieira, Tapia, & Guayasamin, 2019                                | Ecuador (Galapagoseilanden; (Isabela)                                                      |
| Phyllodactylus angustidigitus           | Dixon & Huey, 1970                                                                    | Peru                                                                                       |
| Phyllodactylus apricus                  | Dixon, 1966                                                                           | Mexico                                                                                     |
| Phyllodactylus barringtonensis          | Van Denburgh, 1912                                                                    | Ecuador (Galapagoseilanden; Santa Fe)                                                      |
| Phyllodactylus baurii                   | Garman, 1892                                                                          | Ecuador (Galapagoseilanden)                                                                |
| Phyllodactylus benedettii               | Ramirez-Reyes & Flores-Villela, 2018                                                  | Mexico                                                                                     |
| Phyllodactylus bordai                   | Taylor, 1942                                                                          | Mexico                                                                                     |
| Phyllodactylus bugastrolepis            | Dixon, 1966                                                                           | Mexico                                                                                     |
| Phyllodactylus cleofasensis             | Ramírez-Reyes, Barraza-Soltero, Nolasco-Luna, Flores-Villela, & Escobedo-Galván, 2021 | Mexico                                                                                     |
| Phyllodactylus clinatus                 | Dixon & Huey, 1970                                                                    | Peru                                                                                       |
| Phyllodactylus coronatus                | Dixon, 1966                                                                           | Mexico                                                                                     |
| Phyllodactylus darwini                  | Taylor, 1942                                                                          | Ecuador (Galapagoseilanden)                                                                |
| Phyllodactylus davisi                   | Dixon, 1964                                                                           | Mexico                                                                                     |
| Phyllodactylus delcampoi                | Mosauer, 1936                                                                         | Mexico                                                                                     |
| Phyllodactylus delsolari                | Venegas, Townsend, Koch & Böhme, 2008                                                 | Peru                                                                                       |
| Phyllodactylus dixoni                   | Rivero-Blanco & Lancini, 1968                                                         | Venezuela                                                                                  |
| Phyllodactylus duellmani                | Van Denburgh, 1912                                                                    | Mexico                                                                                     |
| Phyllodactylus duncanensis              | Peters, 1869                                                                          | Ecuador (Galapagoseilanden)                                                                |
| Phyllodactylus galapagensis             | Peters, 1869                                                                          | Ecuador (Galapagoseilanden)                                                                |
| Phyllodactylus gerrhopygus              | Wiegmann, 1834                                                                        | Peru, Chili                                                                                |
| Phyllodactylus gilberti                 | Heller, 1903                                                                          | Ecuador (Galapagoseilanden)                                                                |
| Phyllodactylus gorii                    | Lanza, 1973                                                                           | Ecuador (Galapagoseilanden)                                                                |
| Phyllodactylus hispaniolae              | Schwartz, 1979                                                                        | Hispaniola                                                                                 |
| Phyllodactylus homolepidurus            | Smith, 1935                                                                           | Mexico                                                                                     |
| Phyllodactylus inaequalis               | Cope, 1875                                                                            | Peru                                                                                       |
| Phyllodactylus insularis                | Dixon, 1960                                                                           | Belize                                                                                     |
| Phyllodactylus interandinus             | Dixon & Huey, 1970                                                                    | Peru                                                                                       |
| Phyllodactylus johnwrighti              | Dixon & Huey, 1970                                                                    | Peru                                                                                       |
| Phyllodactylus julieni                  | Cope, 1885                                                                            | Aruba                                                                                      |
| Phyllodactylus kofordi                  | Dixon & Huey, 1970                                                                    | Ecuador, Peru                                                                              |
| Phyllodactylus kropotkini               | Ramirez-Reyes & Flores-Villela, 2018                                                  | Mexico                                                                                     |
| Phyllodactylus lanei                    | Smith, 1935                                                                           | Mexico                                                                                     |
| Phyllodactylus leei                     | Cope, 1889                                                                            | Ecuador (Galapagoseilanden)                                                                |
| Phyllodactylus leoni                    | Torres-Carvajal, Carvajal-Campos, Barnes, Nicholls & Pozo-Andrade, 2013               | Ecuador                                                                                    |
| Phyllodactylus lepidopygus              | Tschudi, 1845                                                                         | Peru                                                                                       |
| Phyllodactylus magister                 | Noble, 1924                                                                           | Peru                                                                                       |
| Phyllodactylus magnus                   | Taylor, 1942                                                                          | Mexico, Guatemala                                                                          |
| Phyllodactylus maresi                   | Lanza, 1973                                                                           | Galapagoseilanden                                                                          |
| Phyllodactylus martini                  | Lidth De Jeude, 1887                                                                  | Benedenwindse Eilanden                                                                     |
| Phyllodactylus microphyllus             | Cope, 1875                                                                            | Peru                                                                                       |
| Phyllodactylus muralis                  | Taylor, 1940                                                                          | Mexico                                                                                     |
| Phyllodactylus nocticolus               | Dixon, 1964                                                                           | Mexico, Verenigde Staten                                                                   |
| Phyllodactylus nolascoensis             | Dixon, 1964                                                                           | Mexico                                                                                     |
| Phyllodactylus pachamama                | Koch, Flecks, Venegas, Bialke, Valverde & Böhme, 2016                                 | Peru                                                                                       |
| Phyllodactylus palmeus                  | Dixon, 1968                                                                           | Honduras                                                                                   |
| Phyllodactylus papenfussi               | Murphy, Blair & de la Cruz, 2009                                                      | Mexico                                                                                     |
| Phyllodactylus paralepis                | McCranie & Hedges, 2013                                                               | Honduras                                                                                   |
| Phyllodactylus partidus                 | Dixon, 1966                                                                           | Mexico                                                                                     |
| Phyllodactylus paucituberculatus        | Dixon, 1960                                                                           | Mexico                                                                                     |
| Phyllodactylus pulcher                  | Gray, 1830                                                                            | Barbados                                                                                   |
| Phyllodactylus pumilus                  | Dixon & Huey, 1970                                                                    | Ecuador                                                                                    |
| Phyllodactylus reissii                  | Peters, 1862                                                                          | Ecuador, Peru                                                                              |
| Phyllodactylus rutteni                  | Hummelinck, 1940                                                                      | Venezuela (eilanden)                                                                       |
| Phyllodactylus santacruzensis           | Dixon, 1966                                                                           | Mexico                                                                                     |
| Phyllodactylus saxatilis                | Dixon, 1964                                                                           | Mexico                                                                                     |
| Phyllodactylus sentosus                 | Dixon & Huey, 1970                                                                    | Peru                                                                                       |
| Phyllodactylus simpsoni                 | Arteaga, Bustamante, Vieira, Tapia, & Guayasamin, 2019                                | Galapagoseilanden                                                                          |
| Phyllodactylus sommeri                  | Schwartz, 1979                                                                        | Hispaniola                                                                                 |
| Phyllodactylus thompsoni                | Venegas, Townsend, Koch & Böhme, 2008                                                 | Peru                                                                                       |
| Phyllodactylus transversalis            | Huey, 1975                                                                            | Colombia                                                                                   |
| Phyllodactylus tuberculosus             | Wiegmann, 1834                                                                        | Belize, Costa Rica, Ecuador (Galapagoseilanden), El Salvador, Guatemala, Mexico, Nicaragua |
| Phyllodactylus unctus                   | Cope, 1864                                                                            | Mexico                                                                                     |
| Phyllodactylus ventralis                | O'Shaughnessy, 1875                                                                   | Colombia, Venezuela                                                                        |
| Phyllodactylus wirshingi                | Kerster & Smith, 1955                                                                 | Antillen, Dominicaanse Republiek, Haïti                                                    |
| Phyllodactylus xanti                    | Cope, 1863                                                                            | Mexico (Baja California en een aantal eilanden)                                            |